# Pěčice
Pěčice jsou obec v okrese Mladá Boleslav ve Středočeském kraji. Rozkládá se deset kilometrů jihovýchodně od Mladé Boleslavi. Žije zde 220 obyvatel.

## Historie
První písemná zmínka o obci pochází z roku 1290.

## Obyvatelstvo
| Rok            | 1869 | 1880 | 1890 | 1900 | 1910 | 1921 | 1930 | 1950 | 1961 | 1970 | 1980 | 1991 | 2001 | 2011 | 2021 |
| -------------- | ---- | ---- | ---- | ---- | ---- | ---- | ---- | ---- | ---- | ---- | ---- | ---- | ---- | ---- | ---- |
| Počet obyvatel | 384  | 401  | 444  | 468  | 425  | 463  | 443  | 334  | 323  | 267  | 209  | 151  | 141  | 168  | 202  |
| Počet domů     | 48   | 53   | 54   | 63   | 66   | 69   | 84   | 90   | 87   | 82   | 68   | 89   | 87   | 93   | 96   |

## Obecní správa
V roce 1869 k obci patřily Semčice.

### Územněsprávní začlenění
Dějiny územněsprávního začleňování zahrnují období od roku 1850 do současnosti. V chronologickém přehledu je uvedena územně administrativní příslušnost obce v roce, kdy ke změně došlo:
- 1850 země česká, kraj Jičín, politický i soudní okres Mladá Boleslav[7]
- 1855 země česká, kraj Mladá Boleslav, soudní okres Mladá Boleslav[7]
- 1868 země česká, politický i soudní okres Mladá Boleslav[7]
- 1939 země česká, Oberlandrat Jičín, politický i soudní okres Mladá Boleslav[8]
- 1942 země česká, Oberlandrat Praha, politický i soudní okres Mladá Boleslav[9]
- 1945 země česká, správní i soudní okres Mladá Boleslav[10]
- 1949 Pražský kraj, okres Mladá Boleslav[11]
- 1960 Středočeský kraj, okres Mladá Boleslav[12]
- k 1. lednu 1980 Středočeský kraj, okres Mladá Boleslav, obec Semčice[6]
- k 24. listopadu 1990 Středočeský kraj, okres Mladá Boleslav[6]

### Obecní symboly
Znak a vlajka byly obci uděleny rozhodnutím předsedkyně Poslanecké sněmovny Parlamentu České republiky dne 25. listopadu 2011.

## Společnost
Ve vsi Pěčice s 440 obyvateli v roce 1932 byly evidovány tyto živnosti a obchody: 2 hostince, kolář, kovář, mlýn, 2 obchody se smíšeným zbožím, trafika, 2 velkostatky.

## Doprava
Silniční doprava
- Do obce vede silnice III. třídy.

Železniční doprava
- Železniční trať ani stanice na území obce nejsou. Nejblíže obci je železniční stanice Dobrovice ve vzdálenosti sedm kilometrů ležící na trati 071 z Nymburka do Mladé Boleslavi.

Autobusová doprava
- V obci zastavovala v pracovních dnech května 2011 příměstská autobusová linka Mladá Boleslav-Semčice-Mcely (8 spojů tam, 6 spojů zpět) (dopravce TRANSCENTRUM bus, s.r.o.).[15]

## Pamětihodnosti
- Tvrz Pěčice, nyní sýpka, v severovýchodní části vesnice.

## Galerie

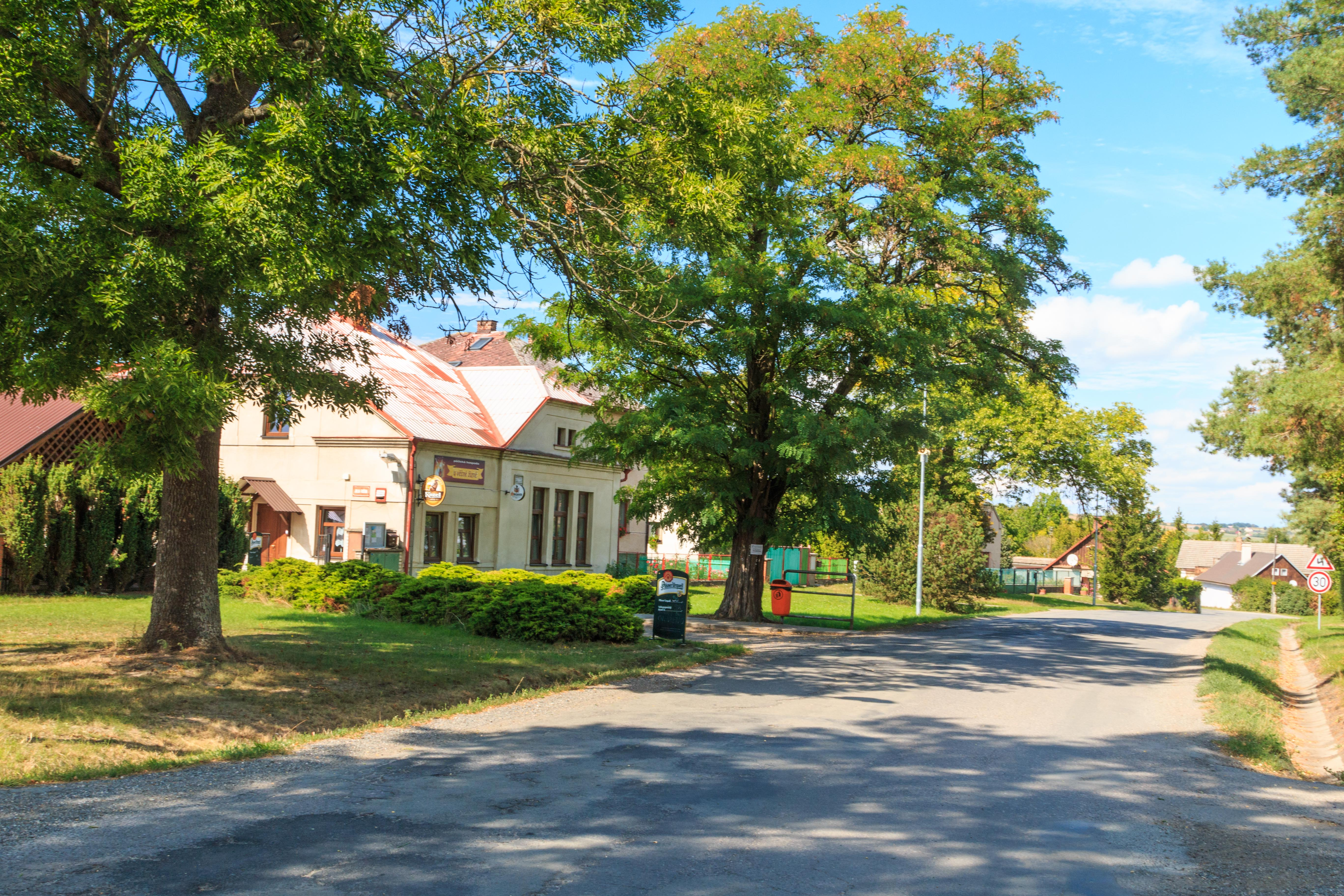
Pěčice - hostinec U věčné žízně
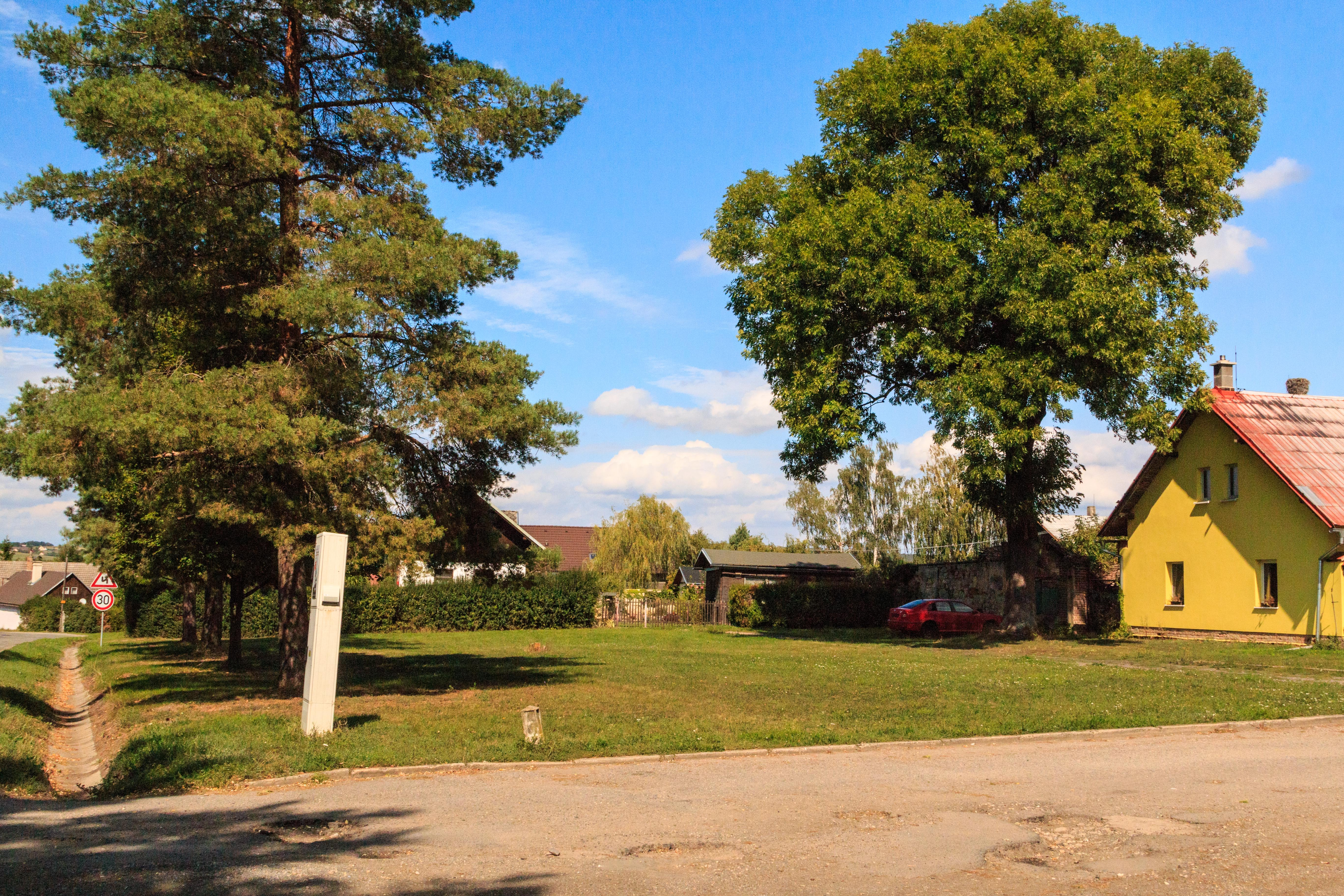
Pěčice dům čp. 63
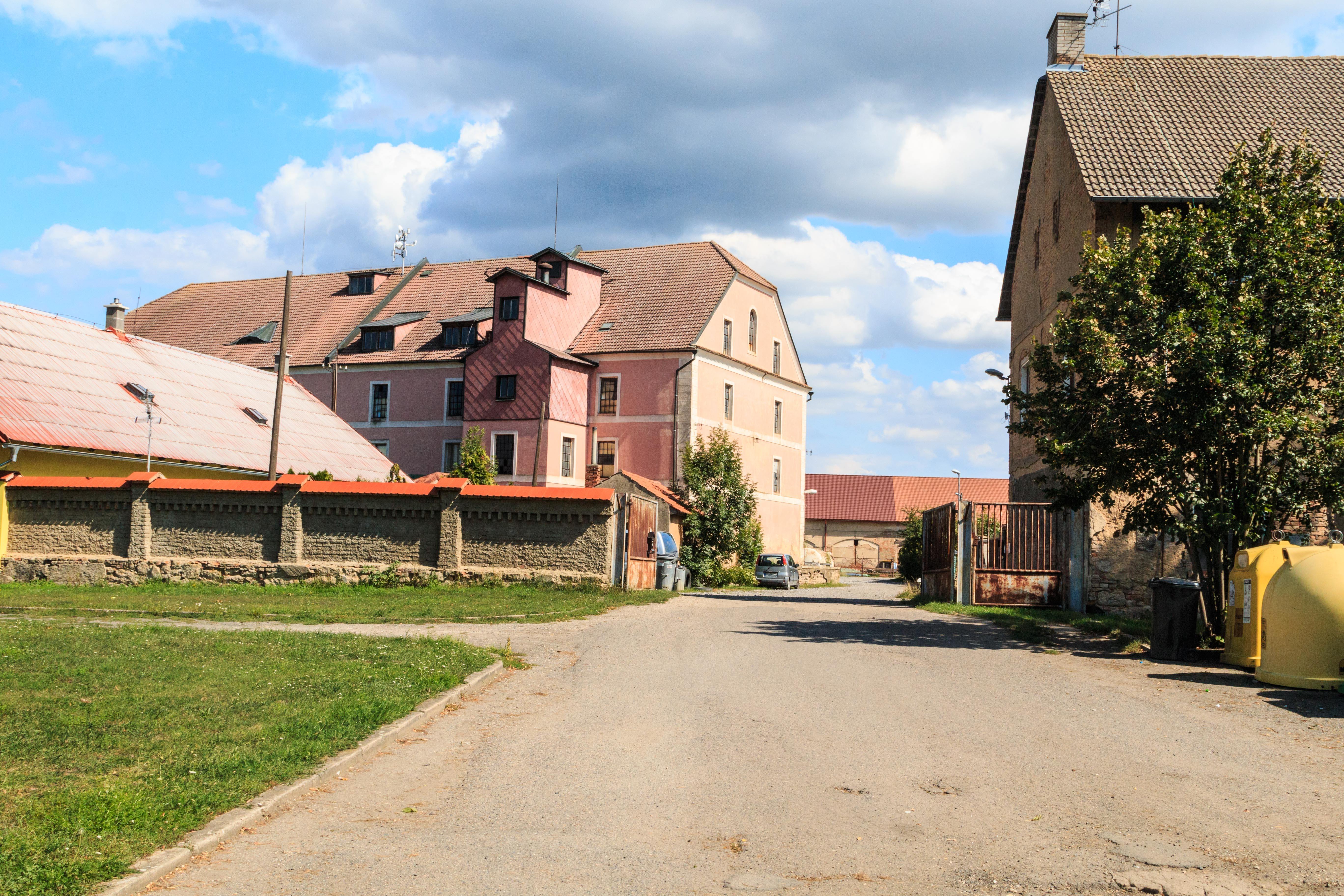
Tvrz v Pěčicích